# Exili interior
Exili interior és la situació d'aïllament i exclusió viscuda pels intel·lectuals i escriptors d'un país en una situació de repressió i control dels mitjans per part del poder. En el cas de la literatura catalana, s'utilitza aquest terme per referir-se als escriptors que es van quedar al país durant la repressió que va seguir la victòria de la facció dels revoltats en la Guerra Civil espanyola, i que es produí paral·lelament a l'exili (exterior) dels que van fugir a l'estranger. El sentit del terme suggereix que els autors que no van abandonar el territori van patir un estat d'exclusió i ignorància similar al dels que van passar a l'estranger.

## Cronologia
El 10 de febrer de 1939 l'exèrcit del General Franco va acabar de conquerir tot el territori de Catalunya. Amb la desfeta, les personalitats més il·lustres del país van exiliar-se, mentre altres, amb la consciència de no haver fet res de dolent als ulls del nou règim, van restar al país però foren apartats dels llocs de responsabilitat o van veure silenciada la seva activitat literària o artística. La primera dècada de la dictadura del règim del general Franco, durant els anys 40, va ser la de més duresa en la repressió contra la cultura catalana. A la depuració dels docents de la universitat cal afegir-hi el silenci imposat a qualsevol manifestació cultural de signe català. No es podien publicar ni llibres ni revistes en català, ni es permetien representacions teatrals en aquesta llengua. Els escriptors i poetes que durant aquests anys van restar al Principat i van continuar escrivint no podien donar sortida a la seva producció, que quedava desada al calaix. Les úniques manifestacions culturals que es produïren durant aquests anys, com una forma de resistència, van ser en forma de reunions clandestines en domicilis particulars.

## Escriptors i intel·lectuals
Alguns dels personatges destacats que van restar a l'exili interior són:
- Ramon d'Abadal, jurista destacat.
- Josep Puig i Cadafalch, arquitecte i president de l'Institut d'Estudis Catalans, l'abril de 1942 va reprendre a casa seva les tertúlies quinzenals dels membres supervivents de l'Institut d'Estudis Catalans residents a Barcelona.[1]
- Salvador Espriu, poeta, prosista i dramaturg. Havia destacat en novel·la i narrativa durant els anys de la República, mentre que a partir de 1939 escriu bàsicament poesia i teatre, però no és fins al 1946 que pot publicar Cementiri de Sinera, i el 1948 Primera història d'Esther.[3]
- Màrius Torres, metge i poeta, internat al sanatori de Puigdolena, on va morir de tuberculosi el 1941.
- Carles Riba, poeta, que en tornar l'any 1943 va perdre la plaça de catedràtic de grec a la universitat i subsistia gràcies a les traduccions per a la Fundació Bernat Metge i les classes particulars.[1]
- J.V. Foix, poeta proper a l'avantguardisme, va patir una solitud profunda els anys de la postguerra, tot i que va continuar mantenint contacte amb altres escriptors i artistes del moment amb les tertúlies que organitzava a casa seva: Brossa, Tàpies, Tharrats, Cuixart, entre d'altres.[3]